# Швидлер, Марк Иосифович
Марк Иосифович Швидлер (25 марта 1930, Проскуров — 1 сентября 2019, Лонг-Айленд, Нью-Йорк) — российский математик. Один из родоначальников приложения стохастических уравнений к подземным потокам.
Доктор технических наук (1964), профессор (1973), Член Американского геофизического союза, Международной академии образования, науки, искусства и промышленности.

## Биография
Отец, Иосиф Зусевич Швидлер (1903—1958) — финансист, директор банка в Фастове до 1941
Мать, Лия Гершковна Глейзер (1903—1988) — воспитатель еврейского сиротского дома в 1920-е годы, учитель математики в украинской средней школе
Окончил среднюю школу с серебряной медалью. Выдающийся учитель математики — Лев Михайлович Лоповок.
Окончил Киевский Государственный Университет им. Т. Г. Шевченко по специальности «механика» (1948—1953)
1953—1967 годы работал в УфНИИ (г. Уфа) как инженер, старший инженер, заведующий лабораторией, заведующий отделом
1967—1970 годы — старший научный сотрудник ВНИИГАЗ (г. Москва)
1970—1991 годы — заведующий лабораторией ВНИИНЕФТЬ (г. Москва)
1964 год — доктор технических наук
1973 год — профессор
1991—2017 — исследователь в Национальной лаборатории имени Лоуренса в Беркли
Опубликовал несколько книг и более 100 статей

## Семья
- Жена — Мариам Моисеевна Мендельсон (1935—2025), кандидат технических наук, дочь Моисея Абрамовича Мендельсона (1898—1943), основателя и ректора Башкирского Пединститута
  - Дочь — Ирина Марковна (род. 1960)
  - Сын — Евгений Маркович (род. 1964), предприниматель

## Некоторые публикации
- Швидлер М. И. Статистическая гидродинамика пористых сред М.: Недра, 1985
- Швидлер М. И., Леви Б. И. Одномерная фильтрация несмешивающихся жидкостей М.: Недра, 1970
- Статьи разных лет
- Mark Shvidler, Kenzi Karasaki Averaging of Equations for Flow and Transport in Random Porous Media, Lawrence Berkeley National Laboratory, Berkeley, CA, 2018